# Ткаченко Володимир Данилович
Володимир Данилович Ткаченко (8 жовтня 1943, село Скотареве, Київська область (тепер — Черкаська область), Українська РСР, СРСР — 31 Березня 2007, Харків, Україна) — радянський та український вчений-правознавець, спеціаліст у галузі теорії держави і права, кандидат юридичних наук (1987), професор (2006), завідувач кафедри теорії держави і права Національної юридичної академії України імені Ярослава Мудрого (1993—2006).

## Життєпис
Володимир Ткаченко народився 8 жовтня 1943 року в селі Скотареве Шполянського району Київська область (тепер — Черкаської області). У 1966 році почав навчатися в Харківському юридичному інституті, який закінчив у 1970 році. Потім продовжив навчатися в аспірантурі у тому ж виші, яку закінчив у 1973 році. У той же період, до жовтня 1973 року працював у Вільшанській та Гайворонській районних прокуратурах Кіровоградської області.
З жовтня 1973 по 1975 рік і з 1978 по 1990 рік працював на посадах асистента і старшого викладача на кафедрі теорії держави і права Харківського юридичного інституту, а в 1990 році став доцентом цієї кафедри. У 1987 році в Харківському юридичному інституті ім. Ф. Е. Дзержинського під науковим керівництвом професора Марка Цвіка захистив дисертацію на здобуття наукового ступеня кандидата юридичних наук за темою «Основні вимоги соціалістичної законності в правотворчості радянської держави». Ця робота була виконана в рамках досліджень проведених науковою політико-правовою школою, що діяла при кафедрі теорії держави і права. На захисті дисертації його офіційними опонентами виступали Є. В. Назаренко та Є. В. Бурлай, а в 1991 році йому було надане вчене звання доцента. Володимир Данилович спеціалізувався на вивченні проблем верховенства права, законності, праворозуміння, демократії, правової держави, а також сфери правового регулювання.
У 1993 році після того, як завідувач кафедри теорії держави і права Української юридичної академії (колишній ХЮІ, з 1995 року — Національна юридична академія України імені Ярослава Мудрого) Микола Придворов звільнився з вишу, на посаду завідувача був призначений Володимир Ткаченко. У середині 1990-х років разом з іншими викладачами кафедри опікав наукову роботу студентів. Займався підготовкою молодих вчених, виступав науковим керівником у чотирьох здобувачів наукового ступеня кандидата юридичних наук. Серед тих, хто захистив під його керівництвом свої дисертації були: І. В. Яковюк (2000) та Є. П. Євграфова (2005). Брав участь у написанні статей для шеститомника «Юридична енциклопедія», який видавався в 1998—2004 роках. Разом з професорами Марком Цвіком і Олександром Петришиним брав участь від кафедри в написанні першого науково-практичного коментаря академічного характеру до Конституції України 1996 року.
У 2006 році був нагороджений Почесною відзнакою Міністерства освіти і науки «Відмінник освіти України» і йому було надане вчене звання професора. Того ж року пішов з посади завідувача кафедри теорії держави і права. Був членом Союзу юристів України та Президії Харківської асоціації політологів. Володимир Данилович Ткаченко помер 31 березня 2007 року.

## Науковий доробок
Написав самостійно або був співавтором близько 90 опублікованих наукових праць, основними серед яких були:
- «Загальна теорія держави і права» (2002).
- «Порівняльне правознавство» (2003).
- «Місцеве самоврядування в Україні в умовах становлення правової держави» (2004).
- «Юридична деонтологія» (2006).